# Bang Your Head (Metal Health)
"Metal Health", a veces aparece como "Metal Health (Bang Your Head)"; "Bang Your Head"; o, como se incluyó en la lista Billboard Hot 100, "Bang Your Head (Metal Health)", es una canción de la banda estadounidense de heavy metal Quiet Riot del álbum del mismo nombre. Se trata de uno de sus éxitos más conocidos y recibió constantes reproducciones el vídeo en MTV y en la radio. "Metal Health" fue el segundo hit de la banda en el Top 40, alcanzando el puesto #31 en el Billboard Hot 100. Ocupó el puesto #35 en VH1's Top 40 Metal Songs.
La canción habla de la subcultura del headbanging. Debido a esto, la canción llamó la atención de muchos fanes de heavy metal en su lanzamiento. El sencillo contenía la versión de estudio y una versión en vivo, que fue lanzada más adelante en el Greatest Hits de Quiet Riot.
El vídeo musical fue producido por $ 19.000 y filmado en el Teatro Walt Disney y en los pasillos del Instituto de Artes de California, y el empleo de los alumnos como extras.

## Uso en otros medios
- La canción aparece en la radio del videojuego Grand Theft Auto: Vice City Stories, que se desarrolla en 1984.
- Se escucha en el coche del personaje Ren en la película Footloose.
- La canción también aparece en el videojuego de PlayStation 2, Guitar Hero Encore: Rocks the 80s, sin embargo, no cuentan con el solo de guitarra principal.
- Una versión de cover es el tema para el videojuego Showdown: Legends of Wrestling.
- El luchador profesional Súper Nova utilizó esta canción como tema en ECW.
- Esta canción también se escucha en un episodio de la serie de televisión Supernatural llamado Hook Man.
- En la película de 2008 El luchador, esta canción se utiliza como la apertura de créditos y el tema de entrada de Randy "The Ram" Robinson (Mickey Rourke).
- Esta canción es usada en la película 2008 Babylon A.D., protagonizada por Vin Diesel. La canción se reproduce mientras los tanques están impulsando.
- Un extracto de la canción se utiliza en las primeras escenas de la película Crank. También aparece en la banda sonora de CD.
- Esta canción es falsa en el medley polka Weird Al de Hooked On Polkas.
- El luchador profesional Necro Butcher usa esta canción como tema en Wrecking Wrestling Ball.